# SADDAN
SADDAN est une maladie constitutionnelle de l'os du groupe des achondroplasies se manifestant par un nanisme évident dès la naissance.
SADDAN est un acronyme pour désigner l'association :
- achondroplasie sévère (en anglais Severe Achondroplasia),
- retard de développement (Developmental Delay) et
- acanthosis nigricans (en latin Acanthosis Nigricans).

## Étiologie
- Mutation du gène FGFR3 situé au niveau du locus p16.3 du chromosome 4 codant le fibroblast growth factor receptor.

## Transmission
Transmission autosomique dominante.

## Sources
- (en) Online Mendelian Inheritance in Man, OMIM (TM). Johns Hopkins University, Baltimore, MD. MIM Number:134934